# ZiggZagg
ZiggZagg is een lied van het Nederlandse kinderkoor Kinderen voor Kinderen. Het werd in 2023 als single uitgebracht.

## Achtergrond
ZiggZagg is geschreven door Lucia Marthas, Willem Laseroms en Robert Dorn en geproduceerd door Laseroms . Het is kinderlied waarin het koor zingt over "ZiggZagg", dat een dansje is. De liedvertellers vragen aan de luisteraar om mee te doen met dit dansje. Het lied was themalied van de Koningsspelen 2023, dat het thema 1, 2, iedereen doet mee had.

## Hitnoteringen
Het kinderkoor had succes met het lied in de Nederlandse hitlijsten. Het kwam tot de 27e plaats van de Single Top 100 en stond drie weken in de lijst. Er was geen notering in de Top 40; het kwam wel tot de vijfde plaats in de Tipparade.